# Aspilota stigmalineata
Aspilota stigmalineata är en stekelart som beskrevs av Statz 1938. Aspilota stigmalineata ingår i släktet Aspilota och familjen bracksteklar. Inga underarter finns listade.